# Cộng Hòa, Quốc Oai
Cộng Hòa là một xã thuộc huyện Quốc Oai, thành phố Hà Nội, Việt Nam.
Xã Cộng Hòa có diện tích 4,45 km², dân số năm 1999 là 6.061 người, mật độ dân số đạt 1.362 người/km².

## Đình So
Đình So thuộc xã Cộng Hòa là một trong những ngôi đình đẹp nhất xứ Đoài "Đẹp đình So - To đình Cấn", được xếp hạng di tích quốc gia đặc biệt. Đình được xây dựng năm 1673 thờ tam vị Đại Vương có công giúp vua Đinh Tiên Hoàng - Đinh Bộ Lĩnh dẹp loạn 12 sứ quân.